# Al Shean

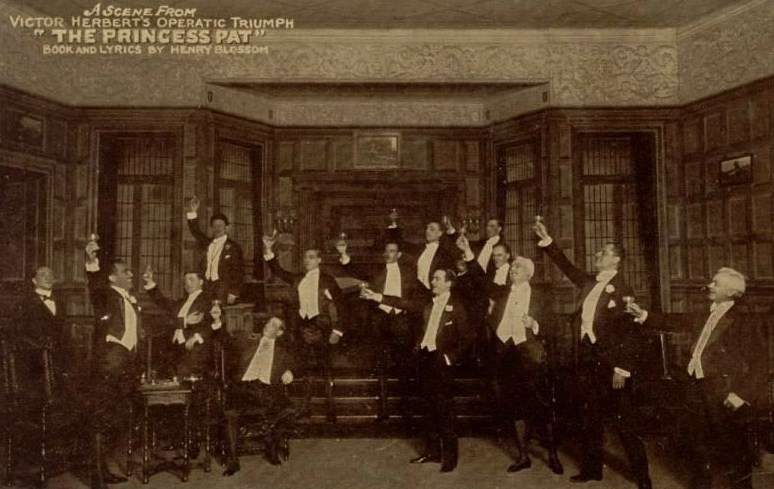
Carte postale promotionnelle de l'opérette The Princess Pat (1915), avec Al Shean à l'extrême droite

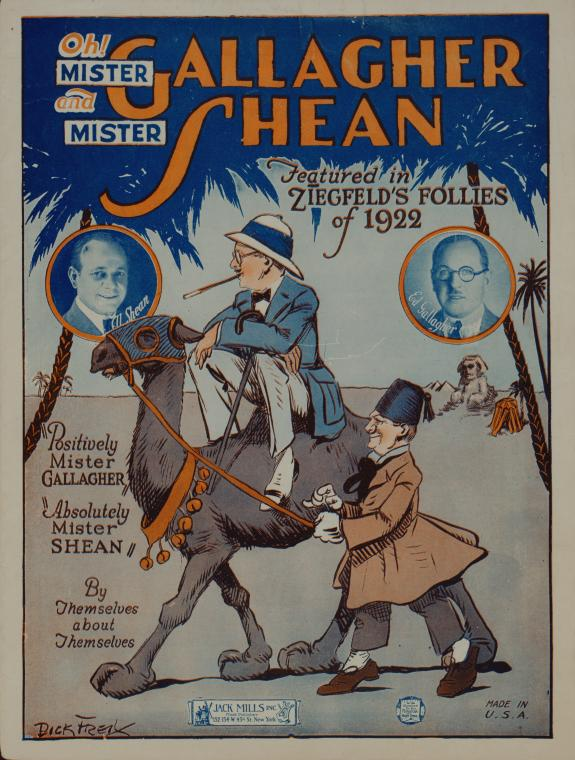
Le duo Gallagher et Shean, dans la revue Folies Ziegfeld de 1922 (poster promotionnel)

Al Shean est un acteur américain d'origine allemande, né Abraham Elieser Albert Schönberg le 12 mai 1868 à Dornum (Basse-Saxe, alors Royaume de Prusse), mort le 12 août 1949 à New York (État de New York).

## Biographie
Frère de l'actrice Minnie Marx (en) (née Miene Schönberg, 1865-1929) et par conséquent oncle des Marx Brothers, Albert Schönberg émigre avec ses parents et ses sept frères et sœurs en 1879 aux États-Unis. Sous le pseudonyme d'Al Shean (obtenant au passage la citoyenneté américaine), il entame sa carrière d'acteur au théâtre, dans le répertoire du vaudeville.
En 1903, il débute dans l'opérette The Fisher Maiden à Broadway, où il revient en 1912 dans une deuxième opérette (viennoise à l'origine), The Rose Maid, aux côtés d'Edward Gallagher (en) (1873-1929), avec lequel il forme peu après et jusqu'en 1925 le duo comique de vaudeville Gallagher et Shean (en). Ce duo se produit à Broadway dans la revue Folies Ziegfeld de 1922, représentée jusqu'en 1923, où il interprète le song Mister Gallagher and Mister Shean (en) (le tandem est l'auteur des paroles et de la musique). Notons que dans cette même revue, produite par Florenz Ziegfeld, apparaissent aussi (entre autres) Gilda Gray, Doris Lloyd et Will Rogers.
Sans son comparse, Al Shean joue encore à Broadway dans une troisième opérette, The Princess Pat (en) (musique de Victor Herbert, 1915-1916), ainsi que dans trois comédies musicales, Betsy (musique de Richard Rodgers, 1926-1927), The Prince of Pilsen (1930) et enfin, Musique dans l'air (musique de Jerome Kern, 1932-1933, avec Tullio Carminati et Walter Slezak).
Toujours sur les planches new-yorkaises, il participe aussi à cinq pièces, la première en 1930. La dernière est Doctor Social de Joseph L. Estry, avec Dean Jagger et Mae Questel, représentée en février 1948, un an et demi avant sa mort (en 1949).
Au cinéma, après un premier film sorti en 1930, Al Shean prête sa voix au court métrage d'animation Mr. Gallagher and Mr. Shean de Dave Fleischer (1931), empruntant son titre au song pré-cité et évoquant le parcours du duo comique. Suivent trente-trois autres films américains (dont quelques courts métrages), le dernier sorti en 1944.
Mentionnons les films musicaux Musique dans l'air de Joe May (1934, avec Gloria Swanson et John Boles, adaptation de la comédie musicale sus-visée où il reprend son rôle initial), San Francisco de W. S. Van Dyke (1936, avec Clark Gable et Jeanette MacDonald), Toute la ville danse de Julien Duvivier (1938, avec Luise Rainer et Fernand Gravey) et La Danseuse des Folies Ziegfeld de Robert Z. Leonard (1941, avec Lana Turner et Judy Garland) — dans ce dernier, où l'acteur tient son propre rôle, est repris le même song Mister Gallagher and Mister Shean —.
Citons également le film fantastique L'Oiseau bleu de Walter Lang (1940, avec Shirley Temple et Spring Byington) et le drame Hitler's Madman, premier film américain de Douglas Sirk (1943, avec Patricia Morison et John Carradine).

## Théâtre à Broadway (intégrale)
- 1903 : The Fisher Maiden, opérette, musique d'Harry von Tilzer, livret d'Arthur Lamb : Dullowitch
- 1912 : The Rose Maid (Bub oder Mädel), opérette, musique de Bruno Granichstaedten, livret original de Felix Dörmann et Adolf Altmann, adaptation de Robert B. Smith (lyrics), Harry B. Smith et Raymond Peck (livret) : Schmuke
- 1915-1916 : The Princess Pat, opérette, musique et orchestrations de Victor Herbert, lyrics et livret d'Henry Blossom : Anthony Schmalz
- 1922-1923 : Folies Ziegfeld de 1922 (Ziegfeld Follies of 1922), revue produite par Florenz Ziegfeld, musique, lyrics et livret de divers (dont Victor Herbert), costumes de divers (dont Charles Le Maire) : lui-même (duo Gallagher et Shean)
- 1926-1927 : Betsy, comédie musicale produite par Florenz Ziegfeld, musique de Richard Rodgers, lyrics de Lorenz Hart, livret d'Irving Caesar et David Freedman (en), costumes de Charles Le Maire : Stonewall Moskowitz
- 1930 : The Prince of Pilsen, comédie musicale, musique et lyrics de Gustav Luders, livret de Frank S. Pixley : M. Madison Crocker
- 1930 : Light Wines and Beer, pièce d'Aaron Hoffman : Rudolph Zimmer
- 1932-1933 : Music in the Air, comédie musicale, musique de Jerome Kern (orchestrée par Robert Russell Bennett), lyrics et livret d'Oscar Hammerstein II, mise en scène de Jerome Kern et Oscar Hammerstein II, costumes de John Harkrider et Howard Shoup : Dr Walter Lessing (rôle repris dans l'adaptation au cinéma de 1934 : voir filmographie ci-dessous)
- 1937-1938 : Father Malachy's Miracle, pièce, adaptation par Brian Doherty du roman éponyme de Bruce Marshall : Le père Malachy
- 1941 : Popsy, pièce de Frederick Herendeen : Le professeur Henry Tibbs
- 1944 : Meet a Body, pièce de Jane Hilton, mise en scène de William Castle : Manny Siegelmann
- 1948 : Doctor Social, pièce de Joseph L. Estry : Dr Isaac Gordon

## Filmographie partielle

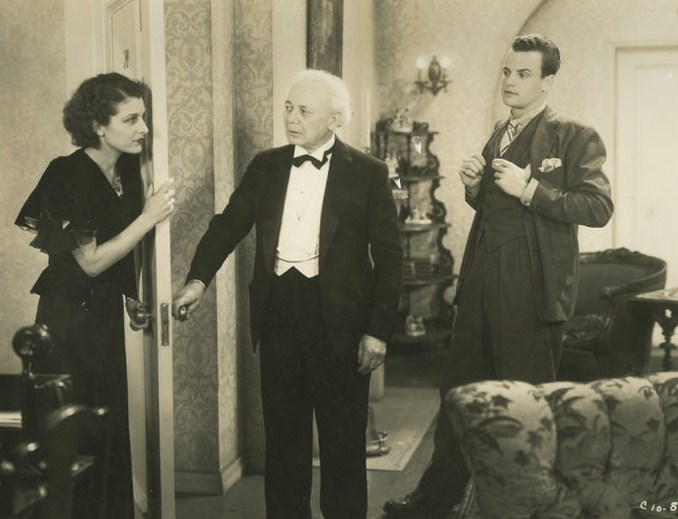
Avec Evelyn Brent et John Darrow (à d.), dans Symphony of Living (1935)

- 1931 : Mr. Gallagher and Mr. Shean de Dave Fleischer (court métrage d'animation) : lui-même (voix)
- 1934 : Musique dans l'air (Music in the Air) de Joe May : Dr Walter Lessing
- 1935 : Sweet Music d'Alfred E. Green : Sigmund Selzer
- 1935 :  Reine de beauté (Page Miss Glory) de Mervyn LeRoy : M. Hamburgher
- 1935 : Femmes d'affaires (Traveling Saleslady) de Ray Enright : Schmidt
- 1935 : Symphony of Living de Frank R. Strayer : Adolph Greig
- 1935 : It's in the Air de Charles Reisner : M. Johnson
- 1936 : Hitch Hike to Heaven de Frank R. Strayer : Herman Blatz
- 1936 : San Francisco de W. S. Van Dyke : le professeur Hansen
- 1936 : Sa Majesté est de sortie (The King Steps Out) de Josef von Sternberg : le maître de ballet
- 1936 : The Law in Her Hands de William Clemens : Franz
- 1937 : Les Aventures de Richard le Téméraire (Tim Tyler's Luck) de Ford Beebe et Wyndham Gittens (serial) : Le professeur James Tyler
- 1937 : Le Prisonnier de Zenda (The Prisoner of Zenda) de John Cromwell : Le chef d'orchestre
- 1937 : Après (The Road Back) de James Whale : Markheim
- 1937 : It Could Happen to You! de Phil Rosen : Max « Pa » Barret
- 1937 : La Vie, l'Art et l'Amour (Live, Love and Learn) de George Fitzmaurice : le professeur Fraum
- 1937 : 52nd Street d'Harold Young : Kaluber
- 1937 : Rosalie de W. S. Van Dyke : Herman Schmidt
- 1938 : Un envoyé très spécial (Too Hot to Handle) de Jack Conway : Gumpert
- 1938 : Toute la ville danse (The Great Waltz) de Julien Duvivier : le violoncelliste
- 1939 : Joe and Ethel Turp Call on the President (it) de Robert B. Sinclair : Le père Reicher
- 1939 : Emporte mon cœur (Broadway Serenade) de Robert Z. Leonard : Herman
- 1940 : Friendly Neighbors de Nick Grinde : Doc
- 1940 : L'Oiseau bleu (The Blue Bird) de Walter Lang : « Grandpa » Tyl
- 1941 : La Danseuse des Folies Ziegfeld (Ziegfeld Girl) de Robert Z. Leonard : lui-même
- 1942 : The Daughter of Rosie O'Grady de Jean Negulesco (court métrage) : Le vieux Dann
- 1942 : Tish de S. Sylvan Simon : Le révérend Ostermaier
- 1943 : Hitler's Madman de Douglas Sirk : Le père Cemlanek
- 1943 : Crime Doctor de Michael Gordon : Dave
- 1944 : Atlantic City de Ray McCarey : lui-même

## Note
1. ↑  Les sources (divergentes) mentionnent parfois comme troisième prénom de naissance Alfred, Adolph ou Adolf, le nom de naissance étant lui quelquefois orthographié Schoenberg.